# Untermieter
Untermieter (veraltet Aftermieter) ist, wer Wohnraum oder Geschäftsraum oder bewegliche Sachen als Mieter eines Hauptmieters nutzt. Das Vertragsverhältnis des Untermieters zum Hauptmieter wird Untermiete genannt.

## Allgemeines
Nur der Hauptmieter ist in einem Mietvertrag die Vertragspartei des Vermieters. Der Untermieter schließt einen Mietvertrag (Untermiete) mit dem Hauptmieter, sodass es kein Rechtsverhältnis zwischen Untermieter und dem ursprünglichen Vermieter gibt. Schließen mindestens zwei Personen gemeinsam einen Mietvertrag mit einem Vermieter, so liegt keine Untermiete vor, sondern alle Mieter gehen nach deutschem Recht in der Regel als Gesamtschuldner ein Mietverhältnis zum Vermieter ein (§ 421 Abs. 1 BGB). Der Vermieter kann die Miete dann nach seinem Belieben von jedem der Mieter ganz oder zu einem Teil fordern, der Ausgleich findet zwischen den Mietern statt.
Eine Untervermietung kommt auch in Frage, wenn der Hauptmieter seine Wohnung für längere Zeit nicht nutzt (Auslandsaufenthalt, Montage) und die Mietwohnung bewohnt bleiben soll, oder Teile seiner Wohnung nicht mehr nutzen kann oder will. Dabei können finanzielle Gründe eine Rolle spielen. Es ist eine formale Alternative – insbesondere unter juristischen Gesichtspunkten – zur Wohngemeinschaft.

## Geschichte
Das Recht der Untervermietung ist so alt wie das Mietrecht des BGB; es trat im Januar 1900 in Kraft.
Untermiete ist traditionell vor allem in Großstädten eine wirtschaftliche Option, durch die der Hauptmieter seine individuelle Mietbelastungsquote senken kann. Sie war deshalb auch bereits in früherer Zeit, insbesondere bei vorübergehendem Wohnungsmangel üblich, wenn z. B. eine Frau nach dem Tod ihres Ehemannes nur noch eine kleine Witwenrente zur Verfügung hatte, aber die große und entsprechend teure Wohnung nicht aufgeben wollte. Hier bot sich etwa in Universitätsstädten die Aufnahme von Studenten an, die häufig von der Vermieterin auch mit Essen versorgt wurden, was eine weitere Einnahmequelle sein konnte. Bis Ende der 1960er Jahre war die Untermiete „die originäre Wohnform der Studierenden“.
In der Regel war die Untermiete auf ein bestimmtes Zimmer innerhalb einer größeren Wohnung oder eines Hauses bezogen und entwickelte sich auch saisonal durch den Tourismus und die großen Messe in Städten wie Frankfurt am Main, Hannover, Köln und Leipzig. Diese Unterkünfte wurden in den amtlichen Übernachtungsstatistiken jedoch meist nicht berücksichtigt, so dass es nur Schätzungen gibt.
Verbreitet hat sich auch die Untervermietung als Ferienwohnung wie bei Airbnb seit 2008 und HouseTrip seit 2009. Hier wird jedoch schnell die Grenze zum gewerblichen Beherbergungsbetrieb überschritten.

## Rechtliche Ausgestaltung im deutschen Recht

### Notwendigkeit der Zustimmung des Vermieters
Eine Untervermietung von Wohnraum findet gewöhnlich in der Weise statt, dass der Mieter die Wohnung oder einen Teil davon mit Zustimmung des Vermieters einem Dritten auf unbestimmte Zeit oder für einen (nach Monaten oder Jahren) befristeten Zeitraum überlässt, jedenfalls für eine gewisse Dauer. Die Gebrauchsüberlassung an Dritte bedarf gemäß § 540 Abs. 1 BGB stets der Zustimmung des Vermieters. Ausgenommen ist lediglich die Aufnahme nächster Angehöriger in die Mieträume, die zum vertragsgemäßen Gebrauch gehört. Ohne Zustimmung des Vermieters stellt die Untervermietung eine Vertragsverletzung dar, gegen die er nach § 541 BGB und § 543 Abs. 2 Nr. 2 BGB vorgehen kann. Bei Wohnraummiete besitzt der Hauptmieter gemäß § 553 Abs. 1 BGB einen Rechtsanspruch auf Erteilung der Zustimmung, bei gewerblicher Raummiete steht dem Mieter lediglich ein außerordentliches Kündigungsrecht zu. Ein Rechtsanspruch auf Erteilung der  Zustimmung besteht dagegen nicht, wenn in der Person des Untermieters ein wichtiger Grund vorliegt, der Wohnraum übermäßig belegt würde oder dem Vermieter die Überlassung aus sonstigen Gründen nicht zugemutet werden kann. Unerlaubte Untervermietung ist ein außerordentlicher Kündigungsgrund.

### Reichweite der Erlaubnis
Eine Untervermietungserlaubnis berechtigt den Mieter grundsätzlich nicht, die Wohnung tageweise an Touristen zu überlassen. Im zitierten Fall stellte der BGH klar, dass die Überlassung der Wohnung an beliebige Feriengäste nicht mit der gewöhnlich auf Dauer angelegten Untervermietung gleichzustellen sei und die erteilte Untervermietungserlaubnis nicht ohne weiteres die Vermietung an Feriengäste umfasse. Bei der Wohnraummiete ist eine kommerzielle Nutzung nicht vom Vertragszweck der Mietwohnung erfasst. Eine gewerbliche Nutzung ist nur auf die Einrichtung zum Beispiel eines Büros für den Mieter selbst beschränkt. 
Auch wenn §553 I BGB, der einem den Anspruch auf Genehmigung durch den Vermieter zuspricht, bei einer Untervermietung von einem „Teil des Wohnraums“ zur Überlassung an Dritte spricht, ist auch die Untervermietung einer Einzimmerwohnung unter Umständen möglich.

### Haftung des Hauptmieters
Verhält sich der Untermieter gemäß § 543 Abs. 1 BGB schuldhaft vertragswidrig, so ist dies nach § 540 Abs. 2 BGB dem Hauptmieter zuzurechnen.
Wird dem Hauptmieter die Wohnung gekündigt und muss der Untermieter deshalb in einer öffentlichen Notunterkunft untergebracht werden, hat dieser einen Schadensersatzanspruch gegenüber dem Hauptmieter in Höhe der die vereinbarte Miete übersteigenden Kosten der Unterbringung, allerdings nur bis zum frühesten Zeitpunkt, zu dem der Hauptmieter den Untermietvertrag hätte ordentlich kündigen können, bzw. bei einem Zeitmietvertrag bis zum Ablauf der vereinbarten Vertragsdauer.

### Folgen der Untervermietung für Zwangsräumungen
Bei einer Zwangsräumung gilt der Untermieter als Besitzer, sodass die Räumungsvollstreckung gegen ihn auch einen gegen diesen gerichteten Vollstreckungstitel erfordert und nicht auf Grund eines gegen den Hauptmieter ergangenen Vollstreckungstitels betrieben werden kann. Das stellt den Vermieter von Wohnraum manchmal vor das Problem, dass sich erst beim Versuch der Zwangsräumung herausstellt, dass die Wohnung untervermietet ist. Einen schnellen Weg, in diesem Fall einen Vollstreckungstitel gegen den Untermieter zu erhalten, bietet der in diesem Fall mögliche Antrag auf eine einstweilige Verfügung nach § 940a Abs. 2 ZPO.

### Steuerliche Behandlung
Einkünfte aus der Untervermietung einer Wohnung gehören in der Regel zu den Einkünften aus Vermietung und Verpachtung gemäß § 21 EStG. Steuerpflichtiger ist der Hauptmieter.

## International
In Österreich ist die Untermiete im Mietrechtsgesetz (MRG) geregelt. Untermiete liegt gemäß § 2 MRG vor, wenn der Mietvertrag nicht mit einem Hauptmieter geschlossen wird. Eine Erlaubnis des Vermieters ist allgemein nicht erforderlich. Ein Verbot der Untervermietung gibt es gemäß § 11 Abs. 1 MRG bei wichtigem Grund, etwa bei vollständiger Untervermietung, oder wenn der Untermietzins 150 % der Hauptmiete übersteigt (§ 26 Abs. 1 MRG) oder der Hausfrieden gestört wird.
Seit der Einführung des neuen Mietrechts im Jahre 1990 ist die Untervermietung in der Schweiz grundsätzlich erlaubt. Dabei benötigt der Mieter gemäß Art. 262 Abs. 1 OR die Zustimmung des Vermieters. Der Vermieter kann die Zustimmung nur in drei Fällen verweigern (Art. 262 Abs. 2 OR). Vermietet ein Mieter ohne Zustimmung des Vermieters unter, können eine Schadenersatzpflicht und auch ein außerordentliches Kündigungsrecht des Vermieters begründet werden. In der Schweiz ist vor allem die Untervermietung von (möbliertem) Wohnraum interessant. Denn mit einer vergleichsweise sehr niedrigen Leerstandsquote von knapp 1 % ist der Wohnungsmarkt hier durch ein knappes Angebot und eine hohe Nachfrage geprägt.
Auch in angelsächsischen Ländern ist die Untermiete (englisch sublet, sublease) möglich und üblich. Bei einer Untervermietung handelt es sich um eine Vermietung durch den Mieter, in der Regel für einen kürzeren Zeitraum als die Hauptlaufzeit des Hauptmietvertrags, so dass der Mieter einen Rückgriff auf das Untermietverhältnis behält.